# Halocnemum
Halocnemum  és un petit gènere d'arbusts halòfits de la família de les amarantàcies i de la subfamília de les Salicornioideae on també es troben altres gèneres de plantes pròpies d'indrets amb sòls salins, suculentes, amb tiges aparentment articulades i amb fulles esquamiformes molt reduïdes, com Salicornia, Arthrocaulon, Halopeplis, Microcnemum, Halostachys, Arthrocnemum...Tots ells pertanyien tradicionalment a la família de les quenopodiàcies, abans que el Grup per a la filogènia de les angiospermes proposés incloure tota aquesta família dins de les amarantàcies.
Les espècies d'Halocnemum tenen unes petites branques laterals característiques que són curtes, globulars i cilíndriques. Les fulles i flors són molt reduïdes.
Hi ha dues o tres espècies, que es troben des del sud d'Europa i el nord d'Àfrica fins a Àsia. Una d'elles (Halocnemum cruciatum, l'halocnem) es pot trobar en sòls salins que es mantenen humits a l'hivern del sud de la península Ibèrica (Alacant, Almeria i Múrcia) i dels Països Catalans (del Baix Vinalopó al Baix Segura).

## Taxonomia
El gènere Halocnemum va ser publicat per primera vegada l'any 1819 pel botànic alemany Friedrich August Marschall von Bieberstein, es va seleccionar H.strobilaceum com a espècie tipus. En aquell moment comprenia dues espècies: H.strobilaceum i H.caspicum (aquest últim ara es considera sinònim d'Halostachys belangeriana).
A partir d'aquest moment s'hi van afegir més espècies que han anat canviant de categoria. El 2008 es va descobrir unanova espècie, Halocnemum yurdakulolii, encara que alguns la tracten com un sinònim d'Halocnemum cruciatum.
Durant molts anys el gènere Halocnemum ha estat considerat com a monofilètic. La investigació filogenètica va confirmar que està estretament relacionat amb el gènere Halostachys.
Segons Bacchetta et al. (2012) i Biondi et al. (2013), Halocnemum comprèn dues espècies. "Plants of the World Online" (2024) també accepta H. yurdakulolii.
- Halocnemum cruciatum (Forssk.) Tod., arbust erecte, de fins a 1,5 m, de color verd groguenc pàl·lid, amb totes les branques laterals globulars i llavors papil·loses al llarg de la seva vora. Viu principalment prop de la costa del mar Mediterrani: el sud d'Espanya i el sud d'Itàlia (Sicília, Sardenya), Tunísia, Egipte, Líbia, Xipre, costa sud de Turquia, més rarament a l'interior (península del Sinaí, Marroc, conques salines del Sàhara).[6] Aquesta és l'espècie present als PPCC, segons el criteri de POWO.[8]
- Halocnemum strobilaceum (Pall.) M. Bieb., petit arbust més o menys prostrat, de fins a 60 cm, glauc, amb branques i espigues laterals globulars o cilíndriques, i llavors més o menys llises. Àmpliament distribuït a Europa de l'Est (des d'Itàlia i Grècia fins a Ucraïna) i a Àsia (Anatòlia, regió del Caucas, Iran, Iraq, Afganistan, Pakistan, Aràbia, Kazakhstan, Sibèria, Mongòlia, Xina occidental).[6] A la flora dels Països Catalans, surt el nom d'aquesta espècie,[1] encara que segons POWO aquesta no viu a la península Ibèrica.[9]
- Halocnemum yurdakulolii Yaprak, endèmic del sud de Turquia.[10][3] Bacchetta et al. proposen tractar-lo com a sinònim de H. cruciatum.[4]